# The Contender
The Contender er en reality tv-serie, der følger en gruppe af boksere, som konkurrerer mod hinanden i en eliminering-stils konkurrence, mens deres liv og relationer med hinanden og deres familier bliver skildret. Den er produceret af Mark Burnett og programmets vært er Sugar Ray Leonard, der delte værtsrollen i den første sæson med skuespilleren Sylvester Stallone. Leonard fungerer også som en træner i programmet, sammen med Tommy Gallagher. I løbet af første sæson, fungerede Jackie Kallen også som rådgiver for bokserne.
Series’ tagline er “The Next Great Human Drama”, og soundtracket blev komponeret af Hans Zimmer. I programmet deltog adskillige store navne som Sakio Bika, Troy Ross, Sergio Mora og danske Ahmad Kaddour.